# Ryszard Sobolewski
Ryszard Sobolewski (ur. 18 marca 1930 w Rembertowie pod Warszawą, zm. 9 lipca 2005 w Krakowie) – polski aktor filmowy, telewizyjny, oraz teatralny. Reżyser teatralny (Noc spowiedzi – 1967).

## Życiorys
W 1955 ukończył studia na Państwowym Instytucie Sztuki w Kijowie. Jego debiut teatralny miał miejsce 11 lutego 1956. Występował na deskach teatrów poznańskich, łódzkich, szczecińskich, katowickich, a także krakowskich. Pochowany na Cmentarzu Salwatorskim w Krakowie (sektor J, rząd 1, numer grobu – 18).

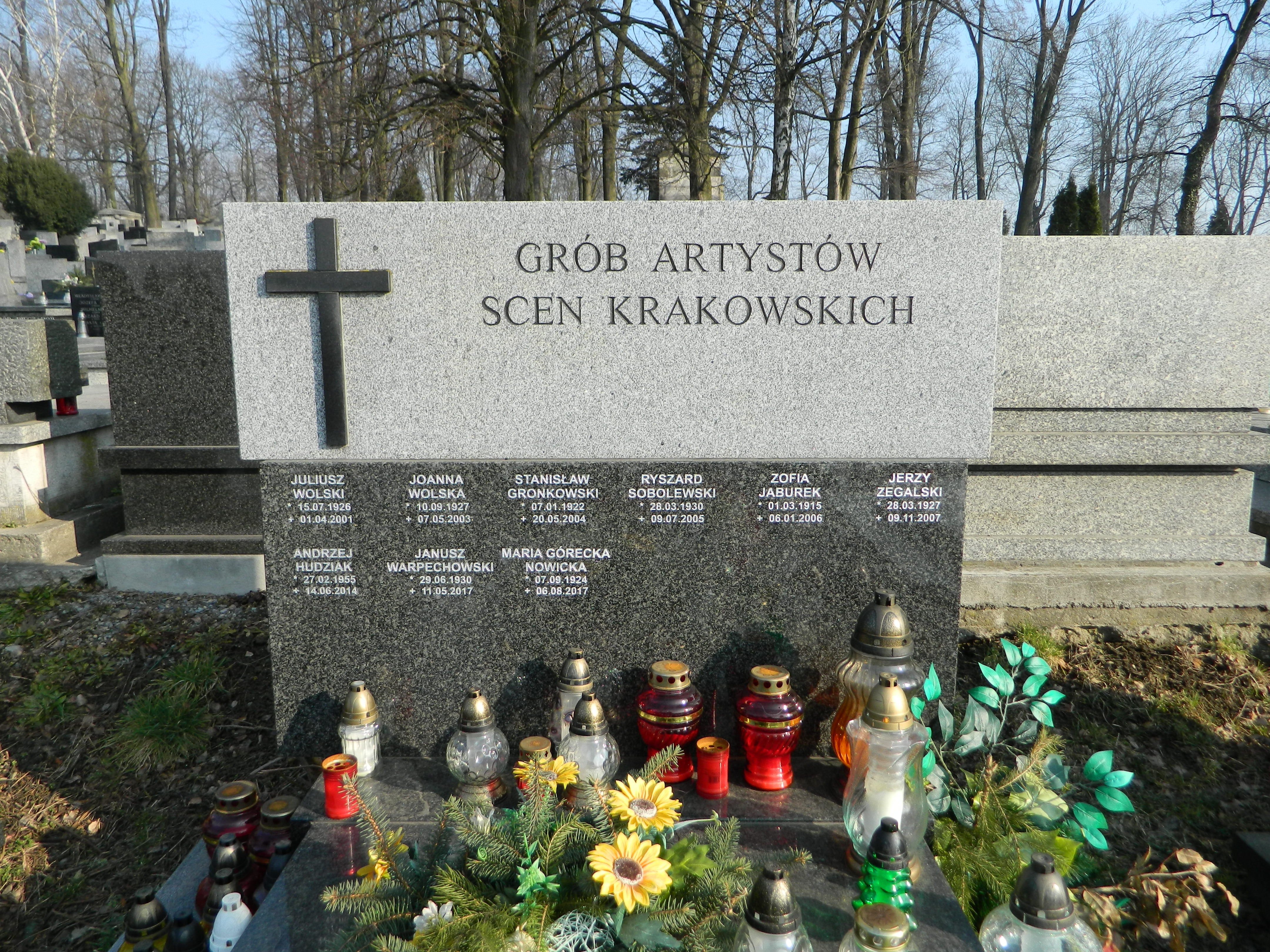
Grób Ryszarda Sobolewskiego na Cmentarzu Salwatorskim w Krakowie

## Filmografia
- 1961: Drugi człowiek jako personalny w Nowej Hucie
- 1967: Stawka większa niż życie jako adiutant generała (odcinek 1)
- 1978: Życie na gorąco jako gestapowiec Runge del Dietrich (odcinek 5)
- 1978: ...Gdziekolwiek jesteś panie prezydencie... jako generał Juliusz Rómmel
- 1980: Gorączka jako generał-gubernator
- 1980: Polonia Restituta jako członek Naczelnej Rady Ludowej
- 1981: Fantazja dur - moll jako Wiktor, przyjaciel Karola
- 1982: Polonia Restituta jako członek Naczelnej Rady Ludowej (odcinek 5)
- 1983: Wakacje z Madonną jako proboszcz
- 1984: Idol jako redaktor wydawnictwa
- 1984: Pobojowisko jako UB-ek
- 1987: Dorastanie jako ojciec Basi (odcinki 3 i 4)
- 1988: Crimen jako Szymon Wojnarowski (odcinki 1, 3-4 i 6)
- 1988: Teatrum wiele tu może uczynić jako Jagiełło
- 1992: Wiatr ze wschodu (Vent d’est) jako żołnierz armii Smysłowskiego
- 1993: Trzy dni aby wygrać jako profesor Magielski (odcinek 5)
- 1994: Legenda Tatr jako kowal Fakla
- 1994: Spis cudzołożnic jako były rektor
- 1997: Historie miłosne jako biskup
- 1999: W Lipnicy Wielkiej jako bohater
- 2000–2005: Plebania jako Paweł Horyniuk (odcinki 29, 40, 74, 90, 158-161, 326-329, 331, 332, 334, 506, 510)
- 2002: Dwie miłości jako Jan Kaczmarek
- 2003: Miodowe lata jako Jerzy Zabielski, społeczny konserwator zabytków (odcinek 130)
- 2004: Pensjonat pod Różą jako Henryk Milewicz, narzeczony Haliny (odcinek 4)

### Głosy
- 1961: Wiatraki lektor
- 1968: Che - opowieść o Guevarze (El 'Che' Guevara) jako Vincente (polski dubbing)
- 1969: Z zagadnień kosmonautyki lektor
- 1969: Beatrice Cenci jako Francisco Cenci (polski dubbing)
- 1970: Marzenia miłosne (Szerelmi álmok - Liszt) jako Ferenc Liszt (polski dubbing)
- 1975: Szczęśliwego Nowego Roku (Ironiya sudby, ili S legkim parom!) jako Ippolit Gieorgijewicz (polski dubbing)
- 1993: Secesja lektor
- 1993: Miłość stulecia lektor
- 1994: Zamek Królewski na Wawelu lektor
- 1994: Rzecz o zapomnieniu lektor
- 1994: Postmodernizm lektor
- 1995: Malczewski i polski symbolizm lektor
- 1997: Pochwalony bądź Panie mój lektor
- 1998: Trzy pogrzeby Kazimierza Wielkiego lektor
- 1998: Prawdziwy ojciec chrzestny lektor
- 2000: Zawsze w Europie lektor
- 2001–2003: Skarby Jasnej Góry. Ludzie i dary lektor (cały cykl)
- 2002: Przechowalnia lektor